# Youssouf Amine Elalamy
Pour les articles homonymes, voir Alami.
 (février 2013).
Si vous disposez d'ouvrages ou d'articles de référence ou si vous connaissez des sites web de qualité traitant du thème abordé ici, merci de compléter l'article en donnant les références utiles à sa vérifiabilité et en les liant à la section « Notes et références ».
Youssouf Amine Elalamy (né le 20 novembre 1961 à Larache, Maroc) est un écrivain marocain.

## Biographie
Youssouf Amine Elalamy étudie au lycée Descartes (Rabat) puis à l'université de New York, avant de retourner à Rabat, où il écrit son premier roman Un marocain à New York.
Il a reçu le prix du meilleur récit de voyage du British Council International pour son premier roman ainsi que le prix Grand Atlas en 2001 et le prix méditerranéen « Le Plaisir de Lire » 2010 pour Les clandestins. En 2020, il est également le lauréat du Prix Orange du Livre en Afrique pour son roman C'est beau, la guerre. Elalamy crée des collages illustrant son livre Miniatures et réalise une exposition du même nom.
En septembre 2003, il publie Le journal de YAE (édition Hors’champs, Bordeaux), un recueil de textes inspirés par les événements du 16 mai à Casablanca. Youssouf Amine Elalamy est également l’auteur de plusieurs articles sur l’image, la photo et la mode, parus aussi bien dans la presse nationale qu’internationale. Les livres de Elalamy ont été traduits en Arabe, Anglais, Espagnol, Allemand, Grec et Hollandais, et certains ont donné lieu à des projets artistiques. Nous retiendrons l’adaptation musicale de Paris mon bled, l’exposition Miniatures ainsi que le projet Un roman dans la ville qui met en scène Nomade, un roman inédit d'Elalamy, sous la forme d'une installation littéraire urbaine. 
Youssouf Amine Elalamy est Professeur de l’enseignement supérieur à l’université Ibn Tofail (Kénitra) où il enseigne la stylistique et les médias au sein du département d’Anglais. Il est titulaire d’un doctorat d’état en communication. En 1991, il obtient une bourse Fulbright pour effectuer un travail de recherche sur le discours publicitaire. Affilié à la N. Y. U. (New York University), il suit en parallèle une formation en conception rédaction publicitaire au FIT et à la Parsons School of Design. Après un séjour de trois ans à New York, il retourne au Maroc et publie son premier livre : Un Marocain à New York. Depuis, il vit à Rabat. Youssouf Amine Elalamy est membre fondateur et ancien président du Centre Marocain de Pen International.

## Ouvrages
- Un Marocain à New York, Eddif, 1998, 2000, 2001, 2014, 164 pages.  (ISBN 9-9810-9013-1)
- Les Clandestins, Eddif, 2000, 168 pages.  (ISBN 2-8462-6010-9)
- Les Clandestins, Au Diable Vauvert, 2001, 2010, 170 pages.  (ISBN 2-84626-010-9)
- Paris, mon bled, Eddif, 2002, 176 pages.  (ISBN 9-9810-9081-6)
- Le Journal de YAE, Hors Champs, 2003
- Miniatures, Hors Champs, 2004, 2005, 120 pages.  (ISBN 2-9141-6405-X)
- Tqarqib Ennab, Khbar Bladna, 2005, 2006, 125 pages.
- Nomade, Roman Itinérant sous la forme d'une installation littéraire urbaine.
- Oussama mon amour , La Croisée Des Chemins, 2011, 192 pages. (ISBN 978-9954-1-0350-0)
- Amour nomade, La Croisée des Chemins, 2013, 155 pages.  (ISBN 978-9954-1-0430-9)
- Drôle de Printemps, La Croisée des Chemins, 2015, 160 pages.
- Même pas mort, Le Fennec, 2018, 116 pages.
- C'est beau, la guerre, Le Fennec, 2019, 202 pages / Au Diable Vauvert, 2019, 208 pages.
- J'ai fait un dream, Le Fennec, 2022, 128 pages.
- Big le Grand, Le Fennec, 2022, 167 pages.
- La vie lui va si bien, Le Fennec, 2025, 182 pages.

## Expositions et spectacles
- Exposition « miniatures » :
- Exposition « Tqarqib Ennab » :
  - Free Academy of Arts - La Haye, Pays-Bas (janvier 2007)
  - De Levante Art Gallery (Amsterdam) (Juin 2007)
- Exposition : « Les visages de l’eau »
- Exposition : « La terre nous regarde »
- Exposition : « Rêver sa ville »
- Exposition : « Exp’eau »
- Exposition : « Ma planète »
- Exposition : « Apprivoiser l’eau »
- Exposition : « Notre Terre »
- Spectacle de théâtre de rue, "Tqerqib Ennab" mis en scène par Mohammed El Hassouni - Cie Théâtre Nomade (création 2012-2013)